# Autobus Atac Alfa Romeo 140-A
Gli Alfa Romeo 140-A della rete di Roma sono stati un gruppo di 105 veicoli autobus adibiti al servizio urbano della città.

## Storia
Negli anni dell'immediato dopoguerra l'ATAC continua a seguire il programma di estensione della trazione filoviaria, iniziato nel 1937 e rimasto sospeso a causa delle vicende belliche. Le forniture di autobus di questo periodo sono quindi finalizzate a rinnovare il parco dal materiale meno affidabile ed estenderlo per servire le direttrici su cui non si prevede - almeno al breve periodo - l'adozione del filobus. I 105 Alfa Romeo 140-A (fornitura notevole per l'epoca), sono ordinati per il servizio sulle più affollate linee centro-periferia (definite in linguaggio aziendale centro-radiali), in via di istituzione per ricomprendere in un solo tragitto le vecchie linee diametrali e radiali scaturite dalla riforma e oltremodo rimaneggiate nei venti anni successivi.

## Meccanica
Una costante dei veicoli Alfa del dopoguerra (autobus o filobus che siano), è quella di montare carrozzerie poco o nulla resistenti all'usura e alle caratteristiche dell'asfalto (perennemente bucherellato) e dei sanpietrini di Roma, messe a dura prova anche da sospensioni non molto affidabili.  I 140-A sono inoltre dotati di un cambio a tre rapporti e retromarcia senza riduttore, una scelta che si rivela col tempo poco felice per l'utilizzo che se ne farà su itinerari in pendenza dove prima e terza non consentono al veicolo a pieno carico di procedere e costringono l'autista a procedere in seconda col motore imballato. Contrariamente alla tendenza dell'epoca sono dotati di porte a comando pneumatico con antine metalliche verniciate allo stesso modo della carrozzeria (due toni di verde), e montano un motore da 130 CV.

## Vicende
(Vittorio Formigari.)

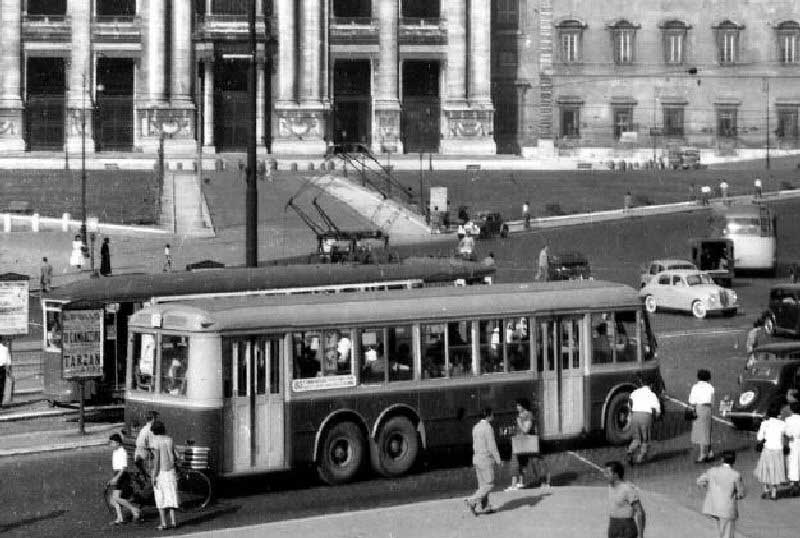
In piazza San Giovanni sulla linea 85

Con l'istituzione del quadrilatero di scorrimento a senso unico tra via del Tritone, via Due Macelli, via del Corso, via dei Pontefici e piazza Augusto Imperatore, avvenuta nel 1954, l'ATAC è costretta a impiegare gli autobus su tre linee filoviarie di particolare importanza (66, 77 e 78) e ad aumentare il numero di vetture da impiegare per i giri viziosi che le linee sono costrette a fare. Ancora non si pensa alle corsie preferenziali dette "contromano" e il piano di sistemazione della rete automobilistica, specie verso la periferia, viene quindi sconvolto. L'impiego delle vetture, vecchie o nuove che siano, è adeguato alle necessità. Per quanto l'azienda non intenda eliminarlo il filobus diventa assieme al tram un ostacolo alla pianificazione dei sensi unici e gli investimenti nel trasporto a trazione elettrica iniziano per logica conseguenza a ridursi. Mentre da un lato si ordinano autobus a tutto spiano, quindi, dall'altra l'ATAC non può immobilizzare somme anche notevoli in rotabili e impianti di cui non appare certo il mantenimento per un congruo periodo di tempo. Gli Alfa 140 sono inizialmente impiegati sulle linee 81, 85 e 87 ma fin dal 1955, pur localizzati al deposito di Portonaccio, iniziano ad essere spostati soprattutto sulle linee ex tranviarie e filoviarie che richiedono veicoli di particolare capienza. Tra gli utilizzi cui si rivelano inadatti c'è l'esercizio delle linee 47 e 47 rosso, sostitutive dei tram 27 e 27 barrato di via Trionfale ed in attesa del completamento del bifilare filoviario, e l'anello sinistro della Circolare Esterna (la rossa), dove 19 tram devono essere sostituiti da 47 autobus. Sono tolti dal servizio nel 1964.

## Numerazione
I 140 sono gli ultimi autobus a tre assi di Roma, e quindi l'ultimo gruppo a ricevere una numerazione nel migliaio 3, serie 36xx e 37xx.
| num. eserc. | q.tà | anno | telaio           | assi | carrozz.  | motore   | pot. CV | lungh. mm | tara t. | nota |
| 3601-3679   | 40   | 1950 | Alfa Romeo 140-A | 3    | Pistoiesi | A.R. 163 | 130     | 12000     | 13      |      |
| 3681-3729   | 25   | 1950 | Alfa Romeo 140-A | 3    | CAB       | A.R. 163 | 130     | 12000     | 13      |      |
| 3731-3749   | 10   | 1950 | Alfa Romeo 140-A | 3    | Garavini  | A.R. 163 | 130     | 12000     | 13      |      |
| 3751-3759   | 5    | 1950 | Alfa Romeo 140-A | 3    | Pistoiesi | A.R. 163 | 130     | 12000     | 13      |      |
| 3761-3777   | 9    | 1950 | Alfa Romeo 140-A | 3    | CAB       | A.R. 163 | 130     | 12000     | 13      |      |
| 3779        | 1    | 1950 | Alfa Romeo 140-A | 3    | Garavini  | A.R. 163 | 130     | 12000     | 13      |      |
| 3781-3809   | 15   | 1951 | Alfa Romeo 140-A | 3    | Pistoiesi | A.R. 163 | 130     | 12000     | 13      |      |